# Ricardo Fuller
Ricardo Dwayne Fuller (Kingston, 31 de outubro de 1979) é um ex-futebolista jamaicano que representou a seleção jamaicana de futebol de 1999 até 2012.
Fuller começou a sua carreira no futebol com jamaicano lado Tivoli Gardens antes de se mudar para a Inglaterra com Crystal Palace. Ele voltou à Jamaica e, em seguida, foi emprestado para corações antes de se juntar Preston North End. Ele marcou 27 gols em 58 jogos do campeonato em Preston que levou Portsmouth para pagar R$ 1 milhão por seus serviços.

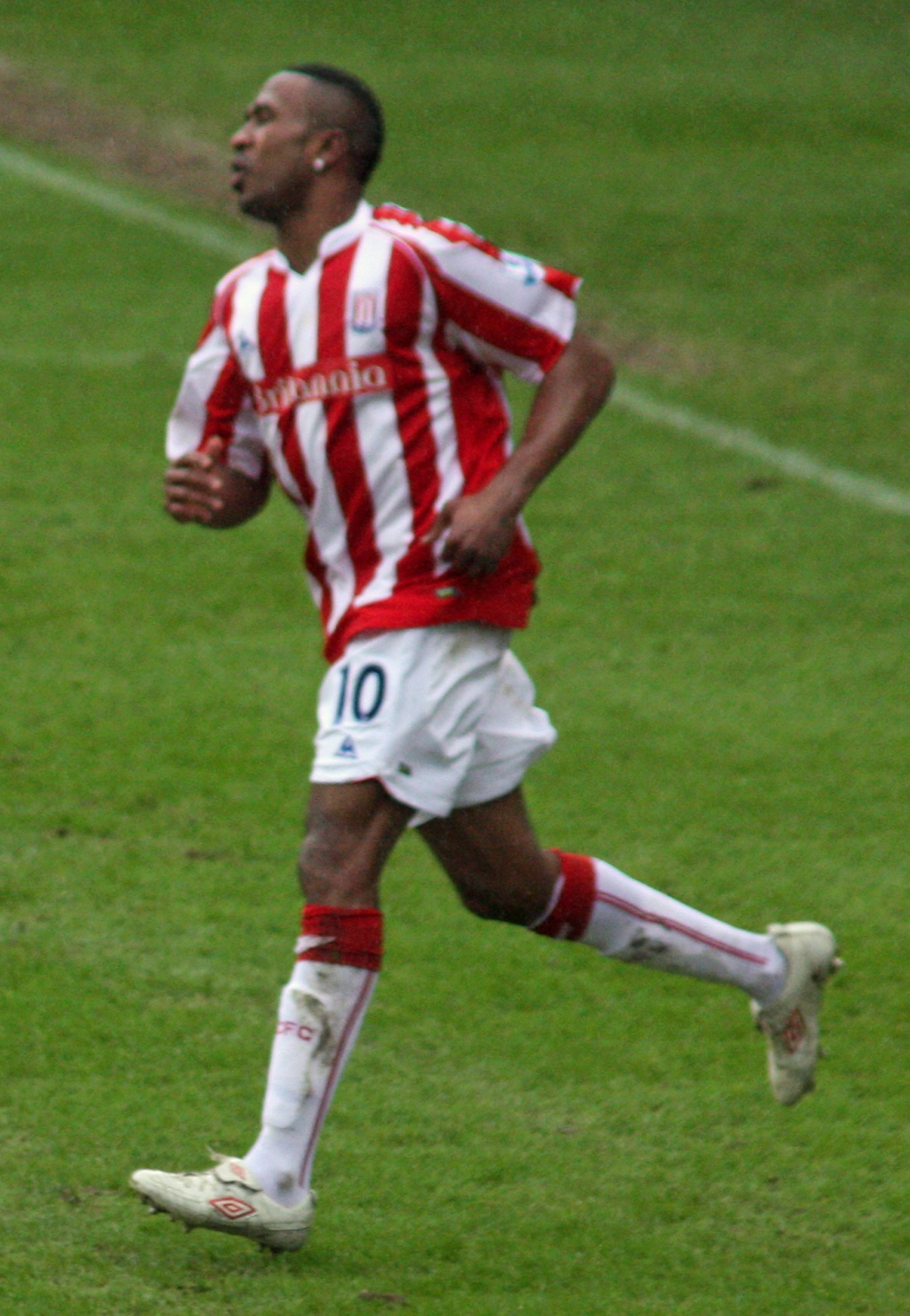
Fuller jogando pelo Stoke no Britannia Stadium.

Fuller não conseguiu fazer um impacto no Portsmouth e juntou-se rivais Southampton em 2005, antes Stoke ele assinou por £ 500.000 em 2007. No Stoke, ele se tornou um influente membro da primeira equipe e seus gols ajudaram A Potters ganhar promoção à Premier League em 2008.

## Seleção nacional
Fuller foi um membro da Jamaica Sub-20 da equipe nacional em 1998. Ele finalmente foi chamado à selecção principal em 1999. Fuller foi envolvido na Jamaica em 2002, 2006 e 2010 campanhas da Copa do Mundo e que também participou nos 2005 e 2009 CONCACAF Gold Cup competições.

## Vida Pessoal
Fuller foi criado por sua avó na volátil seção Tivoli Gardens de Kingston, Jamaica. Fuller foi preso em 25 de fevereiro de 2009 sob suspeita de dirigir ofensas. Mais tarde, ele se declarou culpado por dirigir sem licença no Reino Unido e foi multado e entregou três pontos de penalização.
Fuller foi preso em 7 de fevereiro de 2010 por suspeita de agressão. Ele não foi confrontado com as acusações sobre o incidente. Com seus ganhos de futebol, Fuller foi capaz de reconstruir a casa de sua avó depois que foi destruída no início de 2010 devido aos tumultos na Jamaica.

## Títulos

### Prêmios Individuais
- PFA Team of the Year: 2008